# كارل جونسون (لاعب كرة قدم)
كارل جونسون (بالإنجليزية: Carl Johnson)‏ (18 سبتمبر 1892 بمقاطعة يافلبورغ في السويد - 15 فبراير 1970 بتامبا في السويد) هو لاعب كرة قدم أمريكي في مركز الوسط، شارك في الألعاب الأولمبية الصيفية 1924. وشارك مع منتخب الولايات المتحدة لكرة القدم.

## وصلات خارجية
- كارل جونسون على موقع قاعدة بيانات كرة القدم.إي يو (الإنجليزية)
- كارل جونسون على موقع أوليمبيديا (الإنجليزية)